# 山口県道333号奥秋吉台公園線
山口県道333号奥秋吉台公園線（やまぐちけんどう333ごう おくあきよしだいこうえんせん）は、山口県美祢市を通る一般県道である。

## 概要
起点は真名ヶ岳の麓に位置する県営の社会教育施設「山口県秋吉台少年自然の家」の前にあたり、ここと山口県道28号小郡三隅線の間を結ぶために整備された、いわゆるピストン路線である。
2011年（平成23年）の再編で新たに終点になった場所は小郡萩道路絵堂ICのアクセス道路と旧道の交差点に当たる。

### 路線データ
- 起点：美祢市美東町赤
- 終点：美祢市美東町赤（松原交差点、山口県道28号小郡三隅線交点）
- 総延長：3.7 km

## 歴史
- 1976年（昭和51年）4月1日 - 山口県告示第270号により県道認定される。
- 2008年（平成20年）3月21日 - 美祢市と美祢郡に属する町が対等合併して新制の美祢市が発足したことに伴い起点・終点の地名の表記が変更される（美祢郡美東町赤→美祢市美東町赤）。
- 2011年（平成23年）5月27日 - 山口県告示第229号により県道指定区間が一部変更になり、同232号により山口県道28号小郡三隅線だった区間を単独区間として一部編入する[1]。

## 地理

### 通過する自治体
- 山口県
  - 美祢市

### 交差する道路
| 交差する道路                                        | 交差する場所 | 交差する場所      |
| --------------------------------------------------- | ------------ | ----------------- |
| 山口県道28号小郡三隅線 山口県道239号銭屋美祢線 重複 | 美東町赤     | 松原交差点 / 終点 |

### 沿線
- 山口県秋吉台少年自然の家